# Sains-du-Nord
Sains-du-Nord település Franciaországban, Nord megyében. Lakosainak száma 2766 fő (2022. január 1.). Sains-du-Nord Ramousies, Sémeries, Rainsars, Féron, Glageon, Trélon és Liessies községekkel határos.

## Népesség
A település népessége az elmúlt években az alábbi módon változott:
| Lakosok száma | 2953 | 2934 | 2976 | 2892 | 2845 | 2799 | 2787 | 2779 | 2766 |
|               | 2013 | 2015 | 2016 | 2017 | 2018 | 2019 | 2020 | 2021 | 2022 |